# فرودگاه محلی توئید نیو هیون
فرودگاه محلی توئید نیو هیون (به انگلیسی: Tweed New Haven Regional Airport) یک فرودگاه همگانی باربری با کد یاتا HVN است که یک باند فرود آسفالت دارد و طول باند آن ۱۷۰۷ متر است. این فرودگاه در شهر نیوهیون، کانتیکت کشور ایالات متحده آمریکا قرار دارد و در ارتفاع ۴ متری از سطح دریا واقع شده است.